# Orhan Ademi
Orhan Ademi (Macedonisch: Орхан Адеми) (Sankt Gallen, 28 november 1991) is een Zwitsers-Macedonisch voetballer die als aanvaller speelt. Hij speelt sinds 2018 bij het Duitse Würzburger Kickers.

## Clubcarrière
Ademi debuteerde in 2008 in de Oostenrijkse Bundesliga voor SC Rheindorf Altach. In totaal scoorde hij 30 doelpunten in 96 competitiewedstrijden voor de club. In juli 2012 verhuisde hij naar het Duitse Eintracht Braunschweig, dat op dat moment in de 2. Bundesliga speelde. In zijn eerste seizoen scoorde hij vier doelpunten uit 30 competitiewedstrijden. De club eindigde als tweede in de competitie, waardoor het vanaf het seizoen 2013/2014 in de hoogste Bundesliga speelt.

## Statistieken
| Seizoen | Club                   | Land       | Competitie   | Wed. | Doelp. |
| ------- | ---------------------- | ---------- | ------------ | ---- | ------ |
| 2008/09 | SC Rheindorf Altach    | Oostenrijk | Bundesliga   | 2    | 0      |
| 2009/10 | SC Rheindorf Altach    | Oostenrijk | 2. Liga      | 30   | 5      |
| 2010/11 | SC Rheindorf Altach    | Oostenrijk | 2. Liga      | 33   | 17     |
| 2011/12 | SC Rheindorf Altach    | Oostenrijk | 2. Liga      | 31   | 8      |
| 2012/13 | Eintracht Braunschweig | Duitsland  | 2.Bundesliga | 30   | 4      |
| 2013/14 | Eintracht Braunschweig | Duitsland  | Bundesliga   | 25   | 1      |
| 2014/15 | Eintracht Braunschweig | Duitsland  | 2.Bundesliga | 5    | 0      |
| 2014/15 | → VfR Aalen            | Duitsland  | 2.Bundesliga | 11   | 3      |
| 2015/16 | Eintracht Braunschweig | Duitsland  | 2.Bundesliga | 18   | 1      |
| 2016/17 | Eintracht Braunschweig | Duitsland  | 2.Bundesliga | 1    | 0      |
| 2016/17 | SV Ried                | Oostenrijk | Bundesliga   | 28   | 3      |
| 2017/18 | Würzburger Kickers     | Duitsland  | 3.Liga       | 33   | 12     |
| 2018/19 | Würzburger Kickers     | Duitsland  | 3.Liga       | 14   | 4      |
| Totaal  | Totaal                 | Totaal     | Totaal       | 261  | 58     |

## Interlandcarrière
Ademi beschikt zowel over de Zwitserse als de Macedonische nationaliteit. Op 2 oktober 2012 werd hij opgeroepen voor Zwitserland -21 voor twee EK-kwalificatiewedstrijden tegen Duitsland -21. Hij kwam in geen van beide wedstrijden in actie.
1 Grill ·
3 Jaeckel ·
4 Nikolaou ·
5 Ivanov ·
6 Bičakčić  ·
7 Kaufmann ·
8 Tauer ·
9 Philippe ·
10 Ould-Chikh ·
11 Szabó ·
12 Johansson ·
13 Casali ·
16 Marie ·
17 Polter ·
18 Rittmüller ·
19 Bell Bell ·
21 Ehlers ·
22 Di Michele Sanchez ·
23 Lucoqui ·
24 Sané ·
25 Ba ·
27 Köhler ·
29 Tachie ·
32 Conteh ·
37 Raebiger ·
39 Krauße ·
44 Gomez ·
Coach: Scherning